# Trichophthalma froggatti
Trichophthalma froggatti är en tvåvingeart som beskrevs av Paramonov 1953. Trichophthalma froggatti ingår i släktet Trichophthalma och familjen Nemestrinidae. Inga underarter finns listade i Catalogue of Life.